# Gerwasia rubi-urticifolii
Gerwasia rubi-urticifolii är en svampart som först beskrevs av Mayor, och fick sitt nu gällande namn av Buriticá 1994. Gerwasia rubi-urticifolii ingår i släktet Gerwasia och familjen Phragmidiaceae.   Inga underarter finns listade i Catalogue of Life.